# 上岡龍太郎の金印
『上岡龍太郎の金印』（かみおかりゅうたろうのきんいん）は、テレビ朝日系列局で放送されていたスーパープロデュース制作のバラエティ番組で、司会を務めた上岡龍太郎の冠番組である。全38回。制作局のテレビ朝日では1996年4月4日から1997年3月27日まで、毎週木曜 23:25 - 23:55 に放送。

## 概要
上岡が毎回ゲストを招いてのトークやその他の企画を展開していた深夜番組。番組タイトルは「龍の金印」（りゅうのきんいん）と短縮表記される場合もあった。
この番組は『ネオバラエティ』木曜の番組として放送されていたが、1997年春の改編を機に同タイトルでの放送を終了。同枠水曜へ移動し、タイトルを『龍ノ福耳』（りゅうノふくみみ）に改めた。こちらは1997年4月2日から同年9月24日まで、毎週水曜 23:25 - 23:55 に放送されていた。

## スタッフ
- 構成：野口佳久
- ブレーン：弟子吉治郎、佐伯勝、佐藤かんじ、疋田哲夫、宮川清彦
- 技術協力：テイクシステムズ（スタジオ）、東通（ENG）
- 編集・MA：ザ・チューブ、ビデオパックニッポン
- 音響効果：アーツポート企画
- プロデューサー：深山典久（テレビ朝日）
- 制作協力：スーパープロデュース
- 制作著作：テレビ朝日

## オープニングテーマ曲
- 涙/PAMELAH

## 備考
- 系列局の朝日放送は本番組を放送せずに、同時間帯で『ナイトinナイト』木曜の自社制作番組『八方の楽屋ニュース』を放送していた。

| テレビ朝日 木曜23:25枠 （『ネオバラエティ』木曜） | テレビ朝日 木曜23:25枠 （『ネオバラエティ』木曜） | テレビ朝日 木曜23:25枠 （『ネオバラエティ』木曜） |
| 前番組                                            | 番組名                                            | 次番組                                            |
| ------------------------------------------------- | ------------------------------------------------- | ------------------------------------------------- |
| ぱふぉぱふぉ （1995年4月6日 - 1996年3月28日）     | 上岡龍太郎の金印 （1996年4月4日 - 1997年3月27日） | らぶ衛門 （1997年4月3日 - 1997年9月25日）         |
| テレビ朝日 水曜23:25枠 （『ネオバラエティ』水曜） |                                                   |                                                   |
| 爆走!ポンチーズ （1996年4月3日 - 1997年3月26日）  | 龍ノ福耳 （1997年4月2日 - 1997年9月24日）         | パパパパPUFFY （1997年10月1日 - 2002年3月27日）   |